# Rede neural física
Uma rede neural física é um tipo de rede neural artificial em que um material com resistência eletricamente ajustável é usado para emular a função de uma sinapse neural. Rede neural "física" é usada para enfatizar a dependência a um hardware físico usado para emular neurônios, em oposição a abordagens baseadas em software que simulam redes neurais. Mais geralmente, o termo é aplicável a outras redes neurais artificiais em que um memristor ou outros materiais são usados para emular uma sinapse neural.

## Tipos de redes neurais físicas

### ADALINE
Na década de 1960, Bernard Widrow e Ted Hoff desenvolveram ADALINE (Adaptive Linear Neuron), que usou células eletroquímicas chamadas memistors (resistores de memória) para emular as sinapses de um neurônio artificial. O ADALINE foi brevemente comercializado pela Memistor Corporation na década de 1960, mas por limitações técnicas acabou sendo abandonada.

### Rede neural física
Alex Nugent descreveu uma rede neural física como um ou mais nódulos não-lineares de neurônios usados para somar sinais e nanoconexões formados a partir de nanopartículas, nanofios ou nanotubos, que determinam a intensidade do sinal de entrada para os nós. O alinhamento ou a automontagem de nanoconexões são determinados pela história do campo eléctrico que executa uma função análoga a sinapses neurais.

### Mudança de fase em uma rede neural
Em 2002, a Universidade de Stanford Ovshinsky descreveu um meio computacional neural analógico em que a mudança de fase do material tem a capacidade para, cumulativamente, responder a múltiplos sinais de entrada. Uma alteração elétrica da resistência do material da mudança de fase é usada para controlar a ponderação dos sinais de entrada.

### Rede neural memristiva
Greg Snider do HP Labs descreveu um sistema computacional cortical com nanodispositivos memristivos. Os memristors (resistores de memória) são implementados por uma fina película em que a resistência é eletricamente sintonizada através do transporte de íons ou de oxigênio dentro da película. O projeto SyNAPSE foi financiado pela IBM Research e HP Labs, em colaboração com a Universidade de Boston Departamento de Cognitiva e Sistemas Neurais (CNS), para desenvolver arquiteturas neuromórficas que podem ser baseadas em sistemas memristivos.